# Železniško postajališče Fala
Železniško postajališče Fala je eno izmed železniških postajališč v Sloveniji, ki oskrbuje bližnje naselje Fala.